# Jarafuel
Jarafuel es un municipio de España. Situado en la comarca del Valle de Ayora, pertenece a la provincia de Valencia de la Comunidad Valenciana. Cuenta con una población de 757 habitantes (INE 2024). Se trata de un municipio castellanohablante, en el que el castellano cuenta con el predominio lingüístico reconocido legalmente.

## Geografía

Localización en la comarca del Valle de Ayora

Integrado en la comarca valle de Ayora, se sitúa a 117 kilómetros de Valencia. El término municipal está atravesado por la carretera nacional N-330 entre los pK 123 y 128, además de por la carretera autonómica CV-441, que permite la comunicación con Carcelén.
El relieve está caracterizado por el valle de Ayora, el cual se abre al suroeste de la provincia de Valencia, y está limitado en el municipio por las sierra del Boquerón al norte y noroeste, la muela de Cortes de Pallás al noreste y el macizo del Caroig al sureste, teniendo continuidad por Zarra y Teresa de Cofrentes por el sur. El territorio queda sobre la vertiente occidental de dicho valle, en la ribera izquierda del río Cautaban el cual cruza el término por su tercio oriental, entrando por el sur tras cruzar el de Teresa de Cofrentes, recogiendo por su margen derecha las aguas de la rambla de Murell y siguiendo hacia el norte en tierras de Jalance antes de desembocar en el río Júcar con el nombre de río Jarafuel. Otra corriente fluvial de carácter menor es el barranco del Agua, el cual corre también de sur a norte pero por la parte oeste del pueblo. Se inicia al finalizar la rambla La Espaldilla en una profunda cárcava de paredes rocosas y verticales y discurre durante unos 4,5 kilómetros durante los cuales va ganando profundidad y anchura hasta alcanzar al Júcar en Jalance.
El relieve es muy accidentado, con terrenos triásicos y pliocenos. En las montañas aparecen rocas silíceas, mientras que en valle dominan las calizas y las margas. En el margen occidental del valle, las alturas superan los 900 m. En la sierra del Boquerón se alzan el cerro de los Tres Mojones (1011 m) y el cerro del Castillico (1072 m), cercanos a la provincia de Albacete. De allí hacia el valle se suceden otras elevaciones de la sierra del Boquerón (Puntal del Conejo, 1066 m; Puntal de la Cruz, 904 m). Por el extremo oriental, las alturas descienden, perteneciendo a las últimas estribaciones del macizo de Caroche, donde destaca el pico de Alcolá (886 m) al noreste. En la vega central que rodea la población, la altitud desciende hasta los 400 m sobre el nivel del mar por la presencia del río Cautabán.
La villa se asienta sobre una colina a 650 m de altitud en cuya cima se levantan las ruinas de un castillo árabe hoy transformado en ermita. Sus calles son estrechas y empinadas, con un trazado urbano muy irregular, excepto en la parte baja que se asienta sobre el llano. La tradición popular recuerda que «Jarafuel está en un alto, Jalance en una cuesta, Cofrentes entre dos ríos y Cortes a la traspuesta».
| Noroeste: Villa de Ves (Albacete) y Jalance          | Norte: Jalance                   | Noreste: Jalance y Cortes de Pallás          |
| Oeste: Villa de Ves (Albacete) y Carcelén (Albacete) |                                  | Este: Cortes de Pallás y Teresa de Cofrentes |
| Suroeste: Ayora                                      | Sur: Zarra y Teresa de Cofrentes | Sureste: Teresa de Cofrentes                 |

## Historia

### Primeros restos y tribus nómadas
Los primeros restos de población se encuentran en el asentamiento del Castillico y datan de los íberos entre 300 y 200 años A.C. los cuales pertenecían a la entonces región íbera de la Contestania.
Sin embargo no es hasta el siglo XI cuando comienza el proceso de la población en torno a un asentamiento concreto. Hasta entonces las tribus nómadas de bereberes que habían llegado a la comarca a partir del siglo VIII y siglo IX vivían más o menos de manera dispersa dedicados a la ganadería; podía existir algún tipo de hábitat concentrado de origen romano, pero no era el predominante. La prueba de su presencia la tenemos en la toponimia de la localidad, de claro origen bereber: la muela de Juey, la fuente Juair o la cañada de Saba.

### Época árabe
Coincidiendo con la descomposición del Califato de Córdoba (1002) y el surgimiento de los reinos taifas (1031), se inicia una paulatina concentración de la población en torno a un asentamiento concreto (que sería llamado Al-Sarafá (lugar elevado)), como consecuencia de estar en una zona fronteriza de inestables reinos musulmanes, enfrentados entre sí e imbuidos en interminables guerras. Este proceso de concentración de la población fue seguramente acompañado de la aparición en Al-Sarafá del edificio emblemático que marcará su historia posterior: la mezquita.
En 1093, Al-Sarafá tiene nuevos dueños: los almorávides, que en 1045 habían entrado en la península llegaron potenciando la islamización de la población.
En 1145 los almorávides sucumbieron ante otro pueblo norteafricano: los almohades, mucho más ortodoxos e intransigentes que sus predecesores; no solo exigían una fe ciega en las enseñanzas del Corán, sino también el cumplimiento de unas severas normas morales. Para el Jarafuel de la época la llegada de los almohades supuso:
- La introducción de un Islam más riguroso.
- Una mayor concentración en torno a una alquería de la población que todavía vivía esparcida por el término.

Los almohades fueron capaces de crear un complejo sistema defensivo a través de la construcción de una densa red de castillos (hisn), cuya finalidad era doble:
1.º Proteger y vigilar a la población.
2.º Controlar las rutas comerciales y estratégicas del Al-Ándalus almohade.
Al-Sarafá debió de tener un gran valor estratégico, ya que pasaban dos importantes rutas:
- Córdoba - Valencia (ruta del Júcar).
- Murcia - Segorbe.

Esta hipótesis viene confirmada por el hecho de que los pueblos de la comarca son visibles unos de otros desde sus respectivos castillos a lo largo del cauce de un afluente del Júcar. La disposición del cauce sur-norte y el que todos los pueblos se encuentren en la orilla izquierda del afluente mirado desde su nacimiento parecen avalar la importancia estratégica de la comarca. En este sentido Jarafuel es la pieza imprescindible entre Teresa y Jalance, aparte de su valor estratégico como plaza que domina toda la comarca.
Será en 1212, en Las Navas de Tolosa, cuando veamos el desplome almohade y el largo ocaso del Islam en la península ibérica. Esta derrota mulsumana de Las Navas de Tolosa supuso el fraccionamiento del Ándalus almohade y la vuelta de los reinos taifas. La comarca tuvo que vérselas, no sólo con los saqueadores cristianos, sino con las disputas entre los reinos taifas de Valencia y de Murcia. Los reinos cristianos aprovecharon la debilidad de los musulmanes y fueron tomando los reinos de taifas de uno en uno. En el año 1243, Jarafuel fue conquistado por las tropas castellanas del Infante Alfonso (quien después reinaría como Alfonso X el Sabio) y por una mesnada de 200 soldados aragoneses capitaneados por Juan Sarría los cuales estaban bajo las órdenes de Jaime I el Conquistador capitulando así el último rey musulmán de Murcia y señor de Al-Sarafá, Muhammad Ibn Hud.

### Época cristiana
Con la conquista cristiana y tras el Tratado de Almizra 1244, quedó en un primer momento dentro del territorio de la Corona de Castilla aunque en 1281 y con el Tratado de Campillo, Jarafuel que en aquellos momentos pertenecía al Infante Manuel de Castilla y Suabia fue devuelto al rey de Aragón Pedro III el Grande siendo nombrado Juan Pérez de Ayerbe alcalde de su fortaleza; años después el rey Martín I de Aragón la donó a Alfonso Cornel, que fue el primer señor territorial; el último fue el duque de Gandía. En 1366 durante la "Guerra de Los Pedros" Fernando de Villodre y otros caballeros que eran quienes controlaban la población en aquellos momentos recibieron órdenes de Pedro III el Cruel de quemar todo lo que no pudiera llevarse consigo al abandonarlo; resultando muy dañada la villa. En 1386 Pedro IV el Ceremonioso nombró marqués de Villena a Alfonso de Aragón y le dio la orden que reparase todas las fortalezas del Valle de Ayora. En 1429 el marqués de Santillana volvió a atacar la villa y conquistar su fortaleza para los Reyes Castellanos.
La expulsión morisca de 1609 lo dejó casi completamente despoblado y fueron los habitantes de la Villa de Ayora en mayor medida y en menor los de las poblaciones de la cercana Manchuela, Alatoz, Alpera, así como de la diócesis de Orihuela los que vinieron a repoblarlo aunque en 1646 todavía no contaba más que con 85 casas.
| 1609 | 1646 | 1692 | 1714 | 1735 | 1768 | 1786 | 1793 | 1797 |
| ---- | ---- | ---- | ---- | ---- | ---- | ---- | ---- | ---- |
| 1800 | 382  | 792  | 1012 | 607  | 1602 | 1935 | 2250 | 2250 |

Otra catástrofe para el municipio fue el temporal de lluvia del 4 de noviembre de 1864 que causó graves destrozos en el campo y molinos. En diciembre de 1874 sufrió los desmanes de la partida carlista de Santes que entró al pueblo con 2500 infantes y 500 jinetes.

## Demografía
Jarafuel cuenta con una población de 757 habitantes (INE 2024).
| Gráfica de evolución demográfica de Jarafuel entre 1842 y 2021                                                      |
| |
| Población de derecho según los censos de población del INE Población de hecho según los censos de población del INE |

## Economía
En sus primeros tiempos fue la miel la industria predominante y ha quedado fiel reflejo de ello en su escudo heráldico que data del siglo XII y donde se puede apreciar como motivo principal tres colmenas con sus abejas revoloteando alrededor; de ahí quizás el dicho de:
«En Ayora semolitas, en Teresa cabezones, en Jarafuel colmeneros, en Jalance pelarranas y en Cofrentes madereros la gente más haragana que hay debajo de los cielos».
Más tarde en plena dominación musulmana su cabaña caballar era muy apreciada y conjuntamente con una ganadería compuesta por rebaño lanar y de corral, una agricultura de secano donde predominaba los cereales y olivos formaban sus principales fuentes de riqueza; Posteriormente ya en el siglo XVI fue la industria de las alpargatas y tratamiento del esparto la que proliferó entre sus habitantes moriscos sirviéndoles como refugio económico ante el acoso social que sufrían por parte del rey castellano Carlos I ; en aquellos años el pueblo alcanzaba la cifra de 1800 habitantes.
Actualmente un porcentaje muy alto de sus habitantes están jubilados y viven de su pensión y una agricultura de subsistencia. El resto de habitantes se reparten entre los servicios necesarios y propios de un pueblo algunos pocos trabajan en la cercana central nuclear de Cofrentes y la mayor parte en los puestos de trabajo que crea la administración a través del ayuntamiento y brigadas forestales.
La única industria autóctona que queda en el pueblo es la industria artesana del almez que es un árbol caducifolio propio del mediterráneo donde es habitual encontrarlo en los ribazos de las huertas sirviéndoles de sujeción; se poda cuando todavía es joven para dejar sólo un tocón del que van saliendo ramas de una madera muy dúctil y fibrosa y que se harán servir como materia prima para la elaboración de mangos, astiles, horcas, garrotes y otros aperos agrícolas. Aunque como está pasando con la mayoría de las artesanías no pasa por sus mejores tiempos quedando sólo unos pocos talleres que dan trabajo a un grupo de un par de docenas de profesionales.
Etelvino Serra Jiménez hijo del pueblo y persona muy querida realizó algunos trabajos en los que recogía los pormenores de una actividad artesanal que ya había sido descrita por el botánico Cavanilles en su viaje por el Reino de Valencia, a finales del siglo XVIII. En uno de estos artículos que Etelvino Serra dedicó al almez, lo definió como «un árbol humilde y generoso» y que, de alguna manera, es el símbolo de Jarafuel:
«El almez puede vivir hasta 600 años y alcanzar los 25 m de altura, aunque ejemplares de tal tamaño sólo se encuentra en el Real Sitio de Aranjuez, en los jardines botánicos, en el Mas de Reig y en el huerto de una casa de la marquesa de Ayora. A los miles de almeces que circundan Jarafuel y abundan en todo el Valle y la Muela de Cortes, una peculiar artesanía les impide alcanzar tal envergadura: los árboles se convierten en tocones, troncos mil veces desmochados durante cientos de años, chatos y deformes, encallecidos de arrugas gris verdín. Sirven de albergue a los animalillos de la huerta y de lecho a las suculentas setas blancas tan apreciadas para el calducho. Prestan a los caminos formas de bosque encantado, amables monstruos parecen dispuestos a contornearse y tomar la palabra. O susurrar. Arriba agitan al viento su cabellera de palos verdes, lisos, juncales, dirigidos desde pequeños por el oncete experto del agricultor para un día ser horcas. Se abren en varias ramas pobladas de hojas donde gustan anidar verderoles..».

## Administración y política
Cuando se fundó Al Sarafa aproximadamente a finales del siglo X durante el califato de Hisam II, la vida sociopolítica del asentamiento (hisn) era dirigida por la aljama (del árabe al-yama´s) nombre que recibían el grupo de ancianos y hombres notables que formaban el consejo que regía esta comunidad rural.
Desde el año 1281 que se anexionó al reino de Valencia, Jarafuel ha pertenecido en distintas demarcaciones territoriales en función de las diferentes divisiones en que han estado divididas las tierras valencianas según el momento político.
Durante la segunda etapa del Ducado de Gandía, la de los Borja, el interés de estos por la política cortesana y las estrechas relaciones con la nobleza castellana fue apartando a estos de sus obligaciones con estas tierras durante el siglo XVIII esta ausencia se hizo definitiva por lo que dejaron la gestión de sus intereses en manos del Administrador y los Alcaldes Mayores o Gobernadores.
| Mandato        | Alcalde                     | Partido político |
| -------------- | --------------------------- | ---------------- |
| 1865-1872      | Antonio Pérez               |                  |
| 1872-1882      | Juan Esteban de Aranas      |                  |
| 1882-1899      | José Manuel Brú Gómez       |                  |
| 1899-1910      | Enrique Rovira Brú          |                  |
| 1910-1912      | Graciano García Rovira      |                  |
| 1912-1914      | Ramiro García Martínez      |                  |
| 1914-1916      | Antonio Carpio Carpio       |                  |
| 1916-1920      | José Vicente Serra Pérez    |                  |
| 1920-1921      | José Esteban Brú            |                  |
| 1921           | Enrique Hernández           |                  |
| ¿?             | Nemesio Gozálvez Milla      |                  |
| 1937 (enero)   | Vicente García Serra        |                  |
| 1938 (junio)   | Antonio Rafael Medina Guigo |                  |
| 1939 (marzo)   | Emilio Hernández Villamil   |                  |
| 1939 (abril)   | Manuel García Cerdán        |                  |
| 1940 (junio)   | Eduardo Brú Navarro         |                  |
| 1942 (febrero) | José Martínez Juan          |                  |
| 1950 (julio)   | Ernesto Cabello Domínguez   |                  |
| 1951 (enero)   | Rafael Vázquez Gómez        |                  |
| 1954 (julio)   | Enrique Martínez Hernández  |                  |
| 1970 (febrero) | David García Cerdán         |                  |
| 1976 (febrero) | Francisco Martínez Martínez |                  |
| 1979-1999      | Graciano Gozálvez García    | PSPV-PSOE        |
| 1999-hasta hoy | Fernando García Martínez    | PP               |

## Cultura

### Fiestas
Celebra sus fiestas patronales a San Coronado y Santa Catalina, del 24 al 29 de noviembre.

### Habla
La lengua que se habla es el español aunque la continua superposición de distintos pobladores, con características lingüísticas peculiares, su convivencia durante siglos y su intercambio cultural ha hecho que en Jarafuel se hable una lengua que posee unas características propias, fruto de la fusión y el mestizaje. En ella encontramos un sustrato mozárabe, una gramática y gran parte del léxico castellano, multitud de palabras del aragonés y del valenciano así como elementos de pronunciación de todos ellos. Todas estas características se han mantenido hasta nuestros días, pero desde mediados del siglo XX, con la generalización de la enseñanza en castellano, la influencia de los medios de comunicación y el cada vez menor aislamiento respecto de otras tierras, se ha ido reduciendo progresivamente su uso, tendiendo hacia un castellano normativo.
Del mozárabe perduran palabras como ababol, albercoque, aletría, compaña, falluto, morciguillo y pancha.
De influencia aragonesa tenemos otras como acaloro, ancharia, calentor, calorina, capazo, cepo, fresquilla, mojete, robín, robinarse y zarangollo.
Voces procedentes del valenciano como acorar, calar, cangrena, charrar, endormiscarse, ensobinarse, esclafar, escupiñajo, espolsar, llanda, llueca, picola, polsaguera y revolico.
Arsenio Martínez García hace una excelente recopilación en su Diccionario Jarafuelino.

## Monumentos y lugares de interés
- Iglesia parroquial. La iglesia parroquial data de 1689 y es de orden dórico. Con anterioridad al siglo XVII se empleó como templo la antigua mezquita, próxima al derruido castillo.

Se dice que Jarafuel que es Villa de Fuentes, y es cierto que cuenta con numerosas de ellas repartidas por todo el término: Fuente Bella, Fuente La Marzala, La Barchilla, El Tobarro, Fuente Juay, La Tartana, El Conejo, El Chorrillo, Fuente La Higuera, El Peral, La Bocina, Los Puros, La Doncella, Rambla Murel, Pepe Luis, Las Minas, La Carrasca, etc. algunas de ellas se hacen servir sus aguas para regar la huerta que les rodea como son las fuentes de Las Anguilas, El Ral, La Teja, Fuente del Piojo, La Funchuela, etc..
- Parque de coníferas. Singular espacio de 1,2 ha situado al noroeste de la población y dedicado al botánico D.Vicente Alfonso Lorente y Asensio. Está dispuesto en forma de terrazas formadas por grandes y rústicos ribazos de piedra, en él se pueden observar gran variedad de especies vegetales, pertenecientes a la familia de las coníferas, originarias de diferentes partes del mundo, Las especies están colocadas en grupos de tres ejemplares cada una de ellas con una separación de aproximadamente cinco metros entre sí, con objeto de que perdure siempre alguno en el espacio y en el tiempo, dado que en muchos casos tanto la climatología como la morfología del suelo no son las más adecuadas para algunas especies.

Un cartel con el nombre botánico y común y la región de procedencia se asienta sobre una roca de piedra natural para que puedan ser debidamente identificadas. Destaca por su singularidad un ejemplar de ginkgo biloba, perteneciente a la familia ginkgoáceas, conocido como el árbol de los cuarenta escudos, originario de china y único sin parientes vivos.